# Menu (film)
 For alternative betydninger, se Menu. (Se også artikler, som begynder med Menu)
Menu er en kort amerikansk komediefilm fra 1933 instrueret af Nick Grinde og produceret af Pete Smith.
Pete Smith er også filmens fortæller. Filmen har Luis Alberni, Una Merkel og Franklin Pangborn i hovedrollerne. Menu blev nomineret til en Oscar for bedste kortfilm, Nyhed i 1934.
Filmen handler om en kok, der hjælper en husmor med at tilberede en and, som ikke giver hendes mand fordøjelsesproblemer.